# Cuvierina atlantica
Cuvierina atlantica is een slakkensoort uit de familie van de Cavoliniidae. De wetenschappelijke naam van de soort is voor het eerst geldig gepubliceerd in 1972 door Bé, MacClintock & Currie.